# Vejbred
Vejbred (Plantago) er en planteslægt med ca. 200 arter, der er oprindelig udbredt i Europa, Nordafrika og Asien, men flere af arterne er nu naturaliseret over det meste af Jorden. Slægtens planter har rosetstillede, helrandede og buenervede blade. Blomsterne sidder i aks- eller hovedformede stande. De enkelte blomster er små med udstående kronbladflige. Her nævnes kun de arter, som findes vildtvoksende i Danmark.
| Beskrevne arter |

- Dunet vejbred (Plantago media)
- Dværgvejbred (Plantago tenuiflora)
- Fliget vejbred (Plantago coronopus)
- Glat vejbred (Plantago major)
- Grenet vejbred (Plantago arenaria)
- Lancetvejbred (Plantago lanceolata)
- Strandvejbred (Plantago maritima)
- Loppefrøvejbred (Plantago ovata)

| Andre arter |

- Plantago afra
- Plantago albicans
- Plantago amplexicaulis
- Plantago aristata
- Plantago asiatica
- Plantago australis
- Plantago cordata
- Plantago debilis
- Plantago depressa
- Plantago elongata
- Plantago erecta
- Plantago hawaiensis
- Plantago lagopus
- Plantago macrocarpa
- Plantago patagonica
- Plantago princeps
- Plantago pusilla
- Plantago rhodosperma
- Plantago rugelii
- Plantago sempervirens
- Plantago serraria
- Plantago subnuda
- Plantago uniflora
- Plantago virginica